# Saint-Christophe-du-Bois
Saint-Christophe-du-Bois – miejscowość i gmina we Francji, w regionie Kraj Loary, w departamencie Maine i Loara.
Według danych na rok 2010 gminę zamieszkiwały 2 624 osoby, a gęstość zaludnienia wynosiła 120 osób/km².